# Kinpirabushi
Kinpirabushi (金平節?) es un estilo de teatro de marionetas japonés, bunraku, en el que destacó Sakurai Tanba no shôjô (桜井丹波少掾). Se distingue por la declamación enérgica y vigorosa. Recibe el nombre esta escuela del personaje Kinpira (金平), un héroe legendario dotado de poderes sobrenaturales.